# Крайсберг, Эндрю
Эндрю Крайсберг (англ. Andrew Kreisberg) — американский сценарист и продюсер, наиболее известный как один из создателей проектов Вселенной Стрелы: телесериалов «Стрела» (2012 — …), «Флэш» (2014 — …) и «Легенды завтрашнего дня» (2016 — …) — а также телесериала «Супергёрл» (2015 — …).

## Образование
В 1993 году Крайсберг окончил Колледж массовых коммуникаций Бостонского университета.

## Карьера

### Телевидение
Дебютом Крайсберга на телевидении стал комедийный мультсериал «Мишн Хилл», продержавшийся всего 13 эпизодов. После этого он участвовал в качестве сценариста в таких проектах как «Лига справедливости», «Симпсоны», «Королева экрана», «Юристы Бостона», «Помадные джунгли», «Элай Стоун», «Дневники вампира», «Звёздные войны: Войны клонов», «Моя семья» и «Хранилище 13».
В ноябре 2015 года Крайсберг заключил с Warner Bros. Television многолетний контракт, согласно которому он продолжит заниматься новыми проектами, а также останется в качестве единственного шоураннера телесериала «Флэш», одного из шоураннеров сериала «Супергёрл» (наравне с Али Адлером) и одного из продюсеров сериалов «Стрела» и «Легенды завтрашнего дня».

#### «Грань»
В 2009 году Крайсберг присоединился к съёмочной группе научно-фантастического телесериала канала FOX «Грань» как сценарист и один из исполнительных продюсеров. В конце первого сезона он покинул шоу, успев написать сценарии к следующим эпизодам:
- «Полночь» (в соавторстве с Дж. Х. Уайменом)
- «Воскрешение» (в соавторстве с Дэвидом Х. Гудманом)

#### «Бустер Голд»
В 2011 году телеканал Syfy нанял Крайсберга для создания пилотного эпизода для сериала о супергерое DC Comics Бустере Голде. Сценарий многократно переписывался, в данный момент пилотный эпизод нового сериала всё ещё находится в разработке.

#### Вселенная Стрелы
В 2011 году Крайсберг, Марк Гуггенхайм и Грег Берланти начали разрабатывать для канала The CW идею нового сериала, который должен был стать новым взглядом на образ персонажа DC Comics Зелёной стрелы. В январе 2012 года канал заказал производство пилотной серии. 31 января 2012 года актёр Стивен Амелл присоединился к проекту в качестве исполнителя главной роли. 11 мая 2012 года The CW официально продлили сериал на полный сезон, премьера которого состоялась 10 октября 2012 года.
В июле 2013 года было объявлено. что Крайсберг, при поддержке Берланти и представителя DC Comics Джеффа Джонса, представят Барри Аллена во втором сезоне, а 20-й эпизод сезона станет встроенным пилотом нового сериала. Однако первоначально персонаж появился в восьмой серии второго сезона, эпизоде «Учёный». Каналу настолько понравился представленный образ, что он отдал предпочтение традиционному пилоту. В мае 2014 года было официально объявлено о производстве телесериала «Флэш». Премьера нового сериала состоялась 7 октября 2014 года и получила огромное признание среди критиков и телезрителей.
26 февраля 2015 года начались переговоры по поводу создания нового спин-оффа «Стрелы», в котором должны появиться Атом (Брэндон Раут), Капитан Холод (Уэнтуорт Миллер), Мартин Штайн (Виктор Гарбер) и Сара Лэнс (Кейти Лотц). Крайсберг, совместно с Гуггенхаймом и Берланти, был назначен сценаристом и исполнительным продюсером нового проекта. Премьера нового сериала, получившего название «Легенды завтрашнего дня», состоялась 21 января 2016 года.

### Комиксы
Крайсберг является сценаристом серий комиксов Green Arrow and Black Canary (с англ. — «Зелёная стрела и Чёрная канарейка») и Batman Confidential (с англ. — «Бэтмен: Конфиденциально»).
В 2008 году издательство Arcana Comics начало выпускать серию комиксов Helen Killer, автором сценария которой стал Крайсберг, а художником — Мэтью Райс. Согласно сюжету в студенческом возрасте Хелен Келлер получает доступ к некому устройству, которое восстановило ей способность видеть и слышать, а также наделило её экстраординарной силой. В результате этого её наняло правительство США, чтобы защищать президента.
В июле 2014 года было анонсировано, что начиная с № 35 (вышел в октябре того же года) Крайсберг и исполнительный редактор сценариев «Стрелы» Бен Соколовски занимаются серией комиксов Green Arrow.

## Фильмография
| Год            | Название                     | Указан в титрах как | Указан в титрах как | Указан в титрах как     | Примечания                                                                                         |
| Год            | Название                     | Сценарист           | Продюсер            | Исполнительный продюсер | Примечания                                                                                         |
| -------------- | ---------------------------- | ------------------- | ------------------- | ----------------------- | -------------------------------------------------------------------------------------------------- |
| 1998           | Малкольм и Эдди              | Да                  |                     |                         | Сценарист (1 эпизод)                                                                               |
| 2000–2002      | Мишн Хилл                    | Да                  |                     |                         | Сценарист(1 эпизод)                                                                                |
| 2001           | Кузен Скитер                 | Да                  |                     |                         | Сценарист (1 эпизод)                                                                               |
| 2002–2003      | Симпсоны                     | Да                  |                     |                         | Сценарист (2 эпизода), редактор сценариев, исполнительный редактор сценариев                       |
| 2002–2004      | Лига справедливости          | Да                  |                     |                         | Сценарист (3 эпизода)                                                                              |
| 2003–2004      | Королева экрана              | Да                  | Да                  |                         | Сценарист (2 эпизод); сопродюсер                                                                   |
| 2005–2007      | Юристы Бостона               | Да                  | Да                  |                         | Сценарист (9 эпизодов); продюсер                                                                   |
| 2007           | The Wedding Bells            |                     | Да                  |                         | Главный продюсер                                                                                   |
| 2008           | Помадные джунгли             | Да                  |                     |                         | Сценарист (1 эпизод)                                                                               |
| 2008–2009      | Элай Стоун                   | Да                  | Да                  |                         | Сценарист (7 эпизодов); главный продюсер, соисполнительный продюсер                                |
| 2009           | Дневники вампира             | Да                  | Да                  |                         | Сценарист (2 эпизода); соисполнительный продюсер                                                   |
| 2009           | Звёздные войны: Войны клонов | Да                  |                     |                         | Сценарист (1 эпизод)                                                                               |
| 2009–2010      | Грань                        | Да                  | Да                  |                         | Сценарист (2 эпизода); соисполнительный продюсер                                                   |
| 2009–2011      | Моя семья                    | Да                  |                     |                         | Сценарист (2 эпизода)                                                                              |
| 2010–2011      | Хранилище 13                 | Да                  | Да                  |                         | Сценарист (4 эпизода); соисполнительный продюсер                                                   |
| 2011           | Красная фракция: Начало      | Да                  |                     |                         | Телефильм с Полом де Мео и Денни Билсоном в главных ролях; основан на игре Red Faction: Armageddon |
| 2012–2020      | Стрела                       | Да                  |                     | Да                      | Один из создателей; сценарист (17 эпизодов)                                                        |
| 2014–наст. вр. | Флэш                         | Да                  |                     | Да                      | Один из создателей; сценарист (10 эпизодов)                                                        |
| 2015           | Кинопремия «Оскар»           | Да                  |                     |                         | Специальный ТВ-выпуск; совместно с Грегом Берланти, Сетом Грэмом-Смитом и Майклом Грином           |
| 2015–наст. вр. | Супергёрл                    | Да                  |                     | Да                      | Один из создателей; сценарист (5 эпизодов)                                                         |
| 2016–наст. вр. | Легенды завтрашнего дня      | Да                  |                     | Да                      | Один из создателей; сценарист (2 эпизода)                                                          |